# サンディエゴ・ウェーブFC
サンディエゴ・ウェーブFC（英語：San Diego Wave FC）は、アメリカ合衆国カリフォルニア州サンディエゴを本拠とする女子プロサッカーチーム。2022年よりNWSLのチームとして参加。本拠地はトレロ・スタジアムとして開始されている。

## 沿革
サンディエゴにはWUSAリーグの「サンディエゴ・スピリット」があったが2003年にリーグが解散.。2021年1月にNWSLがサクラメントでのチーム創設を発表したが、オーナーのロン・バークルはサンディエゴをチームの本拠地とすることを2021年6月に発表。

## チーム名、チームエンブレム、チームカラー
2021年12月に、2022年からのチームエンブレムを発表。

## スタジアム
サンディエゴ・ウェーブFCは2022年シーズン、サンディエゴ大学のトレロ・スタジアムを本拠地として開始した。9月以降に開業するサンディエゴ州立大学のミッションヴァレー・キャンパスにあるスナップドラゴン・スタジアムに移動することが発表されている。